# Evangelische Kirche (Kaltenbach)

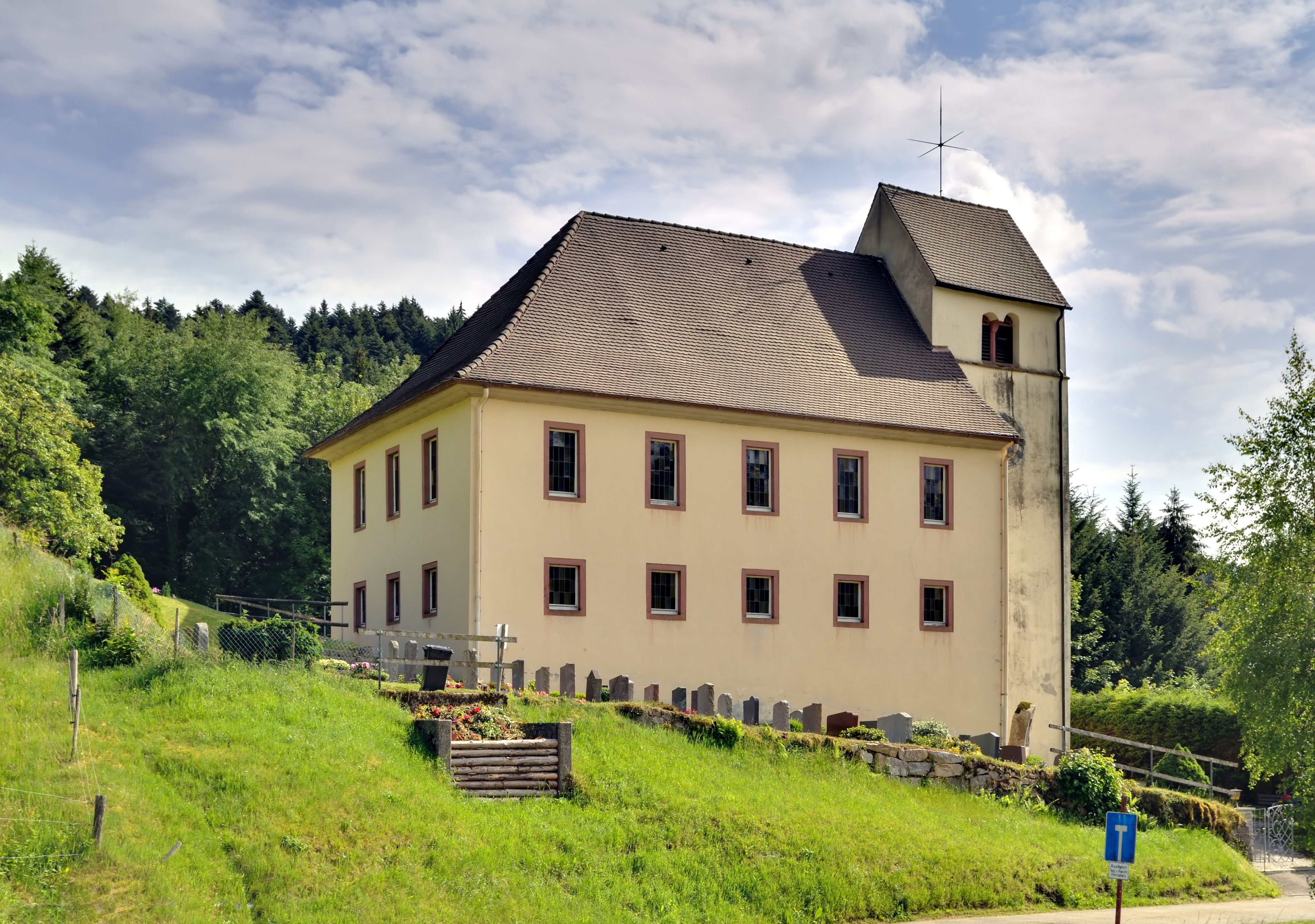
Evangelische Kirche Kaltenbach von Nordosten

Die Evangelische Kirche St. Michael steht im Ortsteil Kaltenbach der Gemeinde Malsburg-Marzell im Landkreis Lörrach. Das Langhaus wurde in den 1780er Jahren erbaut; die Ursprünge der Kirche liegen im ausgehenden 11. oder beginnenden 12. Jahrhundert.

## Geschichte
Die genauen Ursprünge der Kirche in Kaltenbach sind nicht gesichert. Gesichert ist, dass sie von Werner dem Älteren von Kaltenbach mit seiner Frau Ita erbaut und durch Bischof Gebhart III. von Konstanz als Michaelskirche („ecclesia sancti Michaelis archangeli Caltenbach“) geweiht wurde. Als mögliche Entstehung geben Quellen sowohl das Jahr 1095 wie auch den Zeitraum zwischen 1103 und 1105 an. Nach einer anderen Variante bestand bereits in der Burg der Herren von Kaltenbach eine Michelskirche, die in den Ort verlegt worden sei. Da die Pfarrei zu arm war, um selbstständig zu überleben wurde sie 1155 der Propstei Bürgeln eingegliedert.
In den Jahren 1785 bis 1786 ersetzte man das alte Langhaus durch einen neuen und größeren Bau. Eingeweiht wurde das neue Gotteshaus am 3. Dezember 1786.
Im Zuge der Renovierung in den Jahren 1963 bis 1964 erhielt das Gotteshaus eine neue künstlerische Verglasung; außerdem verkürzte man den Innenraum zugunsten einer Heizungsanlage.
Obwohl das Gebäude Eigentum der evangelischen Kirchengemeinde ist, liegt die Baulast beim Land Baden-Württemberg. Zwischen Dezember 2015 und Juni 2018 wurde die Kirche durch das Land Baden-Württemberg, vertreten durch Vermögen und Bau Baden-Württemberg, Amt Freiburg mit einem Kostenaufwand von 700'000 Euro erneut umgestaltet. Hierbei wurde ein neuer Altar weiter ins Zentrum gerückt, um den sich neue Bänke gruppieren, die Heizung wurde entfernt und die Abtrennung beseitigt, eine neue Empore wurde an der Rückwand eingezogen, die Orgel wurde umgesetzt, die Kanzel entfernt und der Raum farblich neu gefasst. Der Entwurf für die Umgestaltung stammte vom Basler Architekturbüro Vécsey Schmidt. Am 3. Juni 2018 wurde das Gotteshaus mit einem Festgottesdienst wieder eingeweiht.

## Beschreibung

### Kirchengebäude

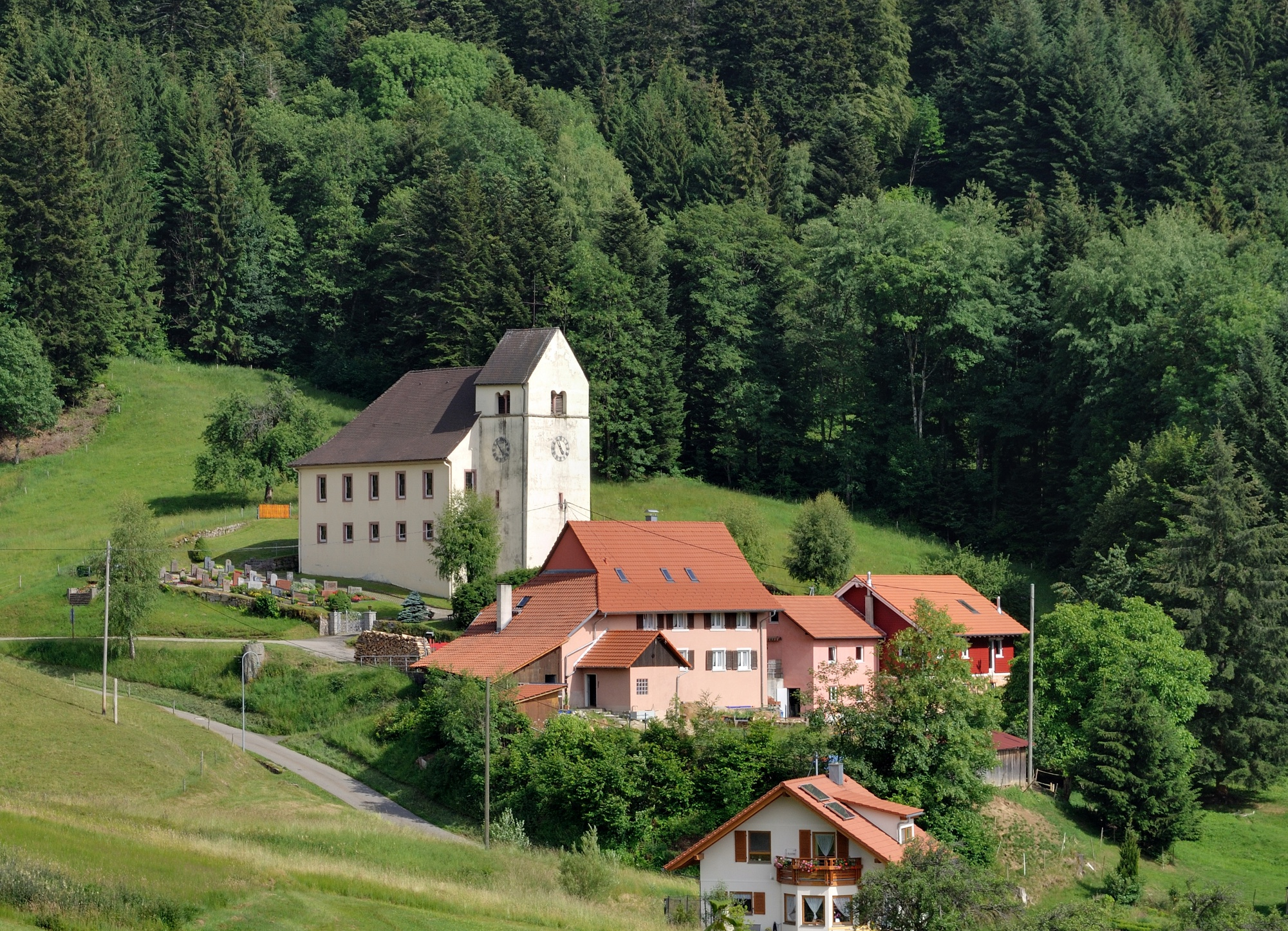
Kirche von Nordwesten

Die an einem Hang am Friedhof gelegene Kirche am östlichen Ortsrand von Kaltenbach besteht aus einem klassizistischen rechteckigen Saalbau. Der mit einem Satteldach bedeckte Baukörper ist an der Seite des Chors nach Osten abgewalmt. Auf jeder Seite des rechteckigen Baus sind rechteckige Fenster in zwei Reihen angeordnet. Auf der nördlichen und der südlichen Längsseite des Gotteshauses sind es je zehn Fenster, die Chorwand im Osten hat sechs, die Westwand vier Fenster. Der Sturz über dem Seiteneingang im Süden trägt das Wappen Badens.
Der am Langhaus angebaute viergeschossige romanische Glockenturm im Westen ist nur unwesentlich höher als der First des Langhauses. Damit wirkt der Turm sehr massiv und gedrungen. Durch das Hauptportal im Westen gelangt man über die Turmhalle im unteren Geschoss mit Tonnengewölbe ins Langhaus. Der Turm mit Eckquaderung hat im zweiten und dritten Geschoss schmale Mauerschlitze. Im obersten Geschoss hat er rundbogige, zweigeteilte Klangarkaden mit Maßwerkverzierungen.

### Inneres und Ausstattung

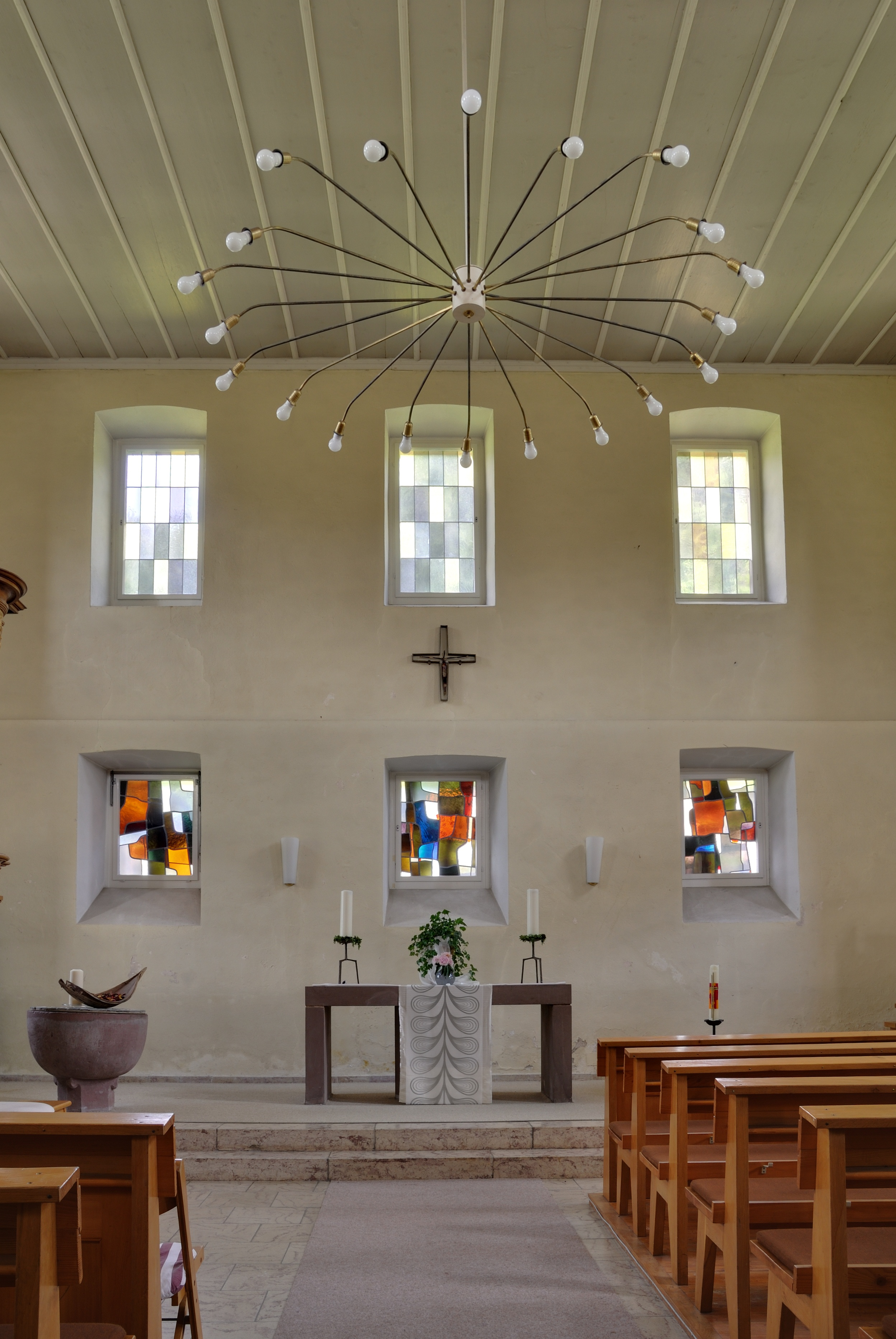
Blick zum Altar

Nach dem Eintritt durch das Hauptportal steht man in der alten Turmhalle, über die man mittels einer Treppe in das Langhaus aus dem 18. Jahrhundert gelangt. Im Inneren ist eine flache Holzdecke eingezogen, die Wände sind im unteren Bereich grau, oben hell verputzt. Im Chorbereich steht auf einem kleinen Podest ein einfacher Altartisch, rechts davon ein Ambo als Ersatz für eine Kanzel, links ein Taufstein.
Die bunten Bleiglasfenster sowie das Kruzifix und die Leuchter auf dem Altartisch stammen von Jürgen Brodwolf.
Die Orgel wurde nach dem Umbau 2015 bis 2018 an die Chorrückwand hinter den Altar versetzt, wodurch leider eines der Buntglasfenster nicht mehr zu sehen ist.

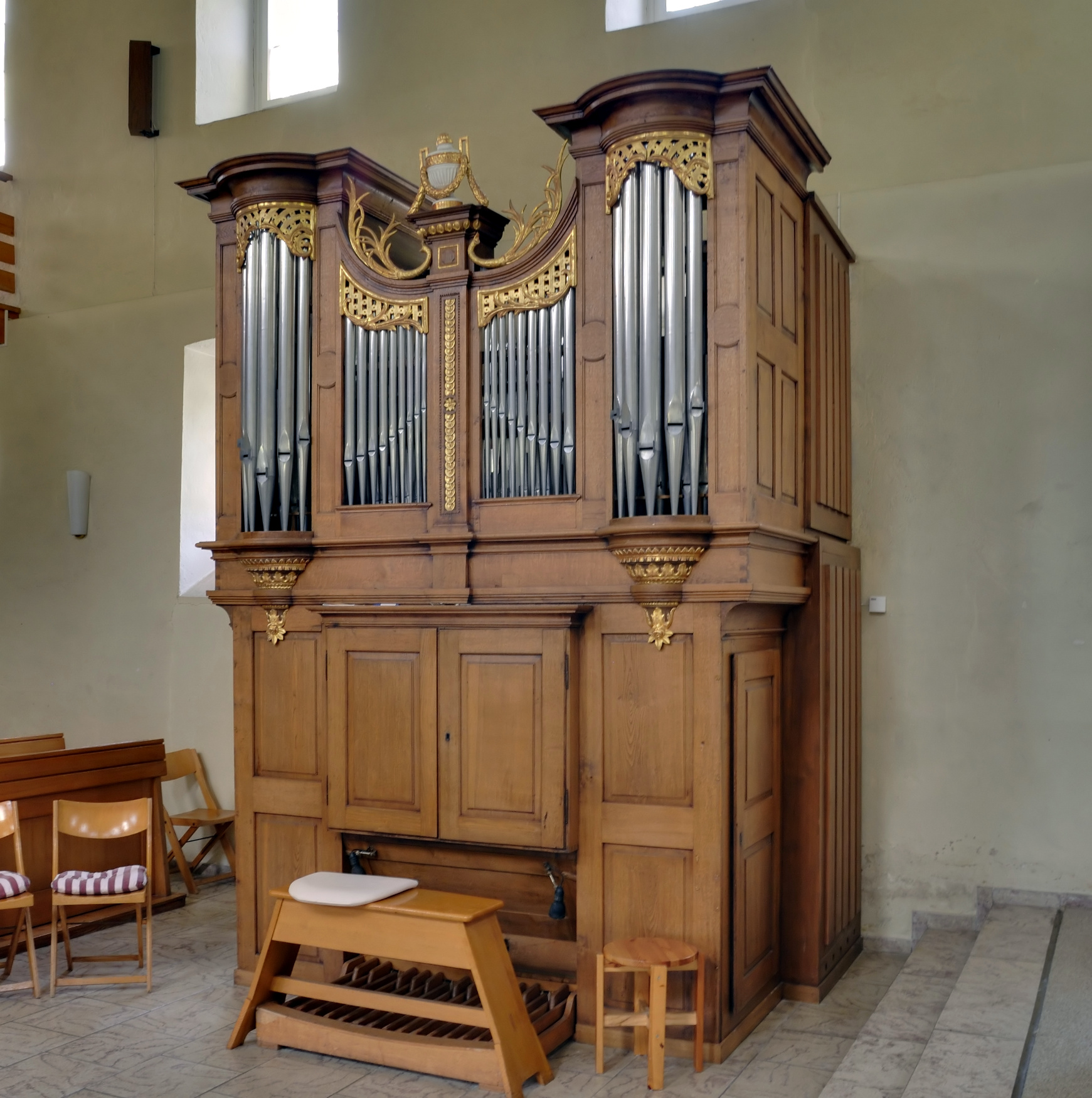
Orgel
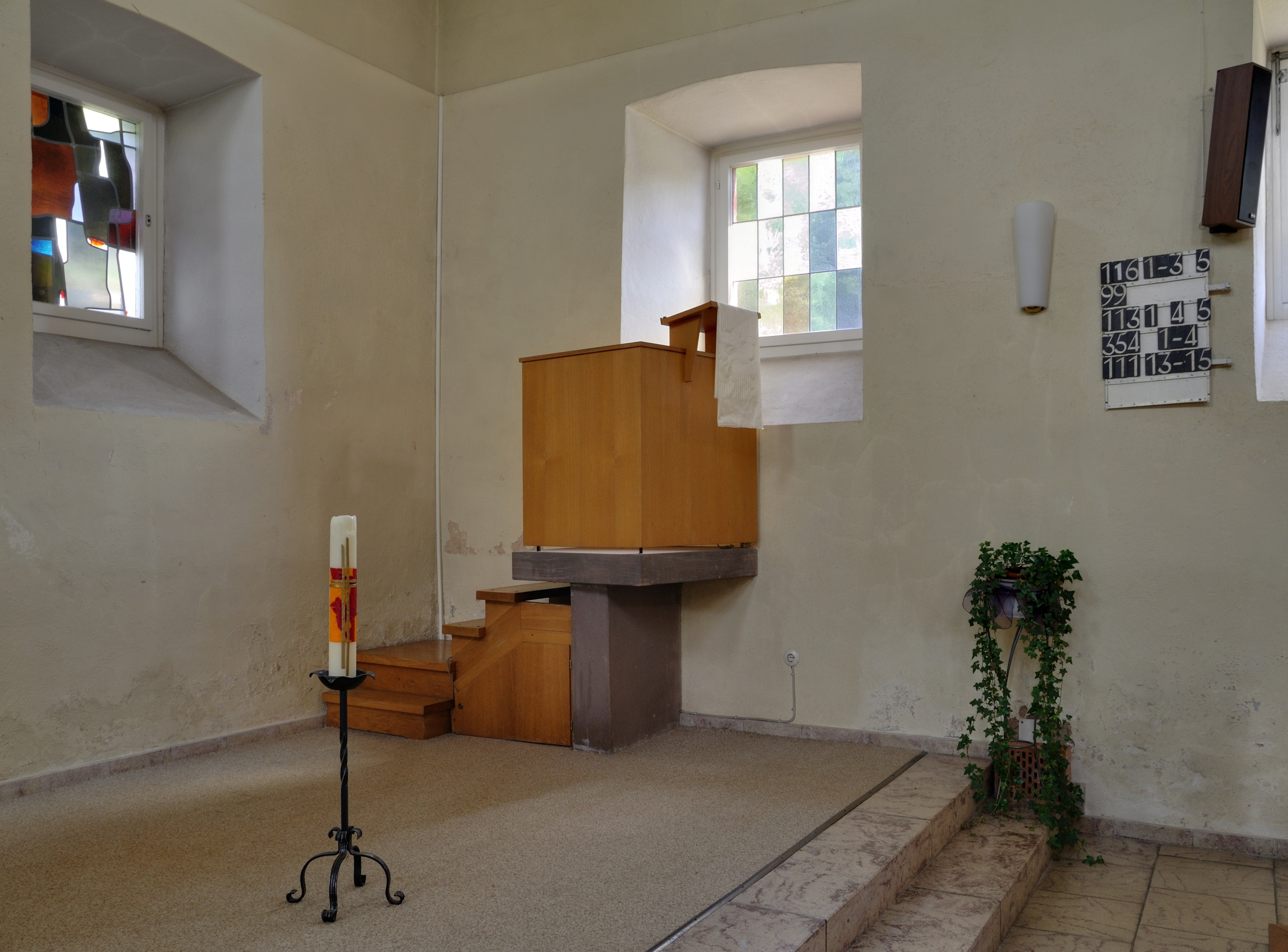
Kanzel
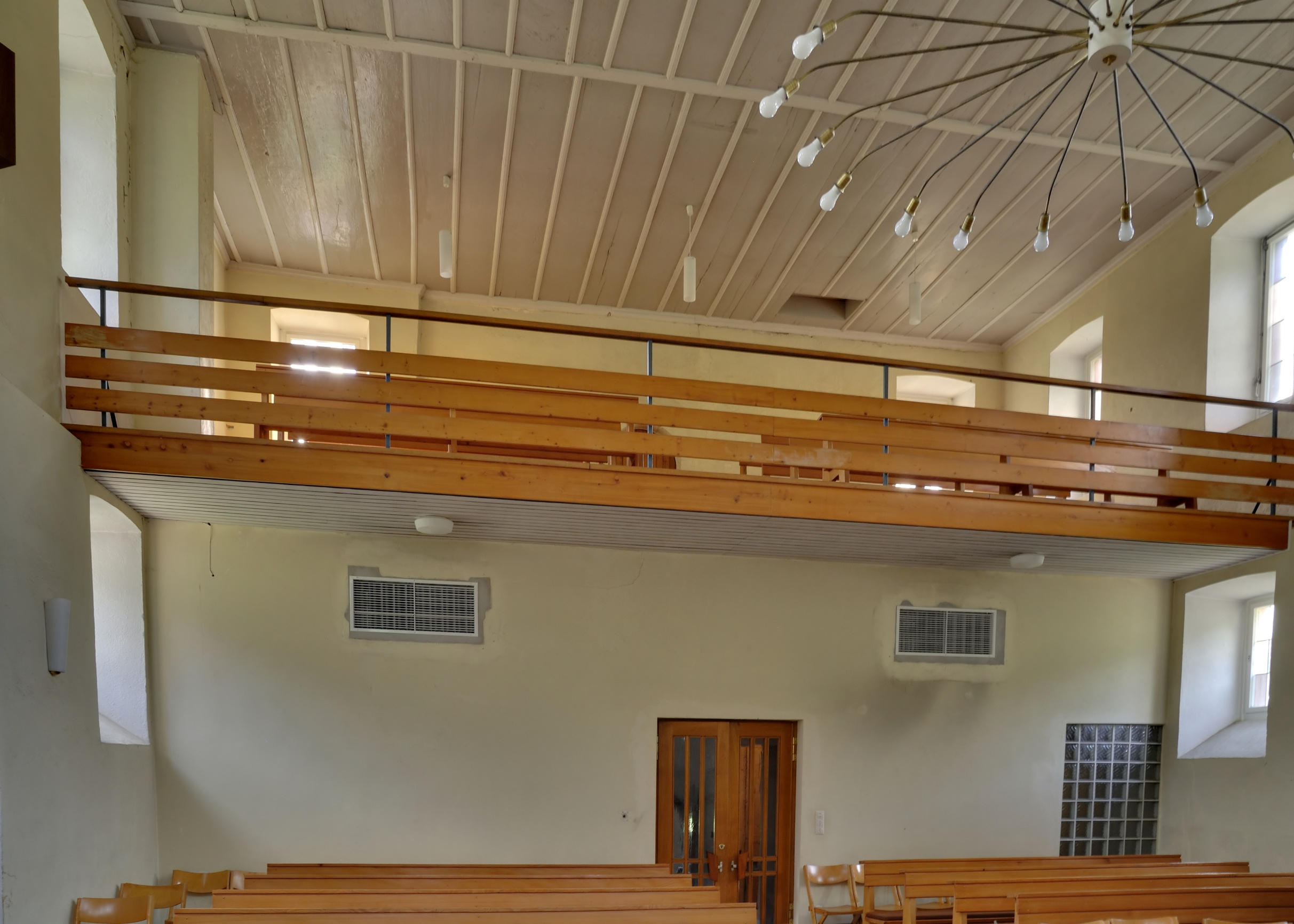
Rückwärtiger Blick zur Empore

### Glocken und Orgel

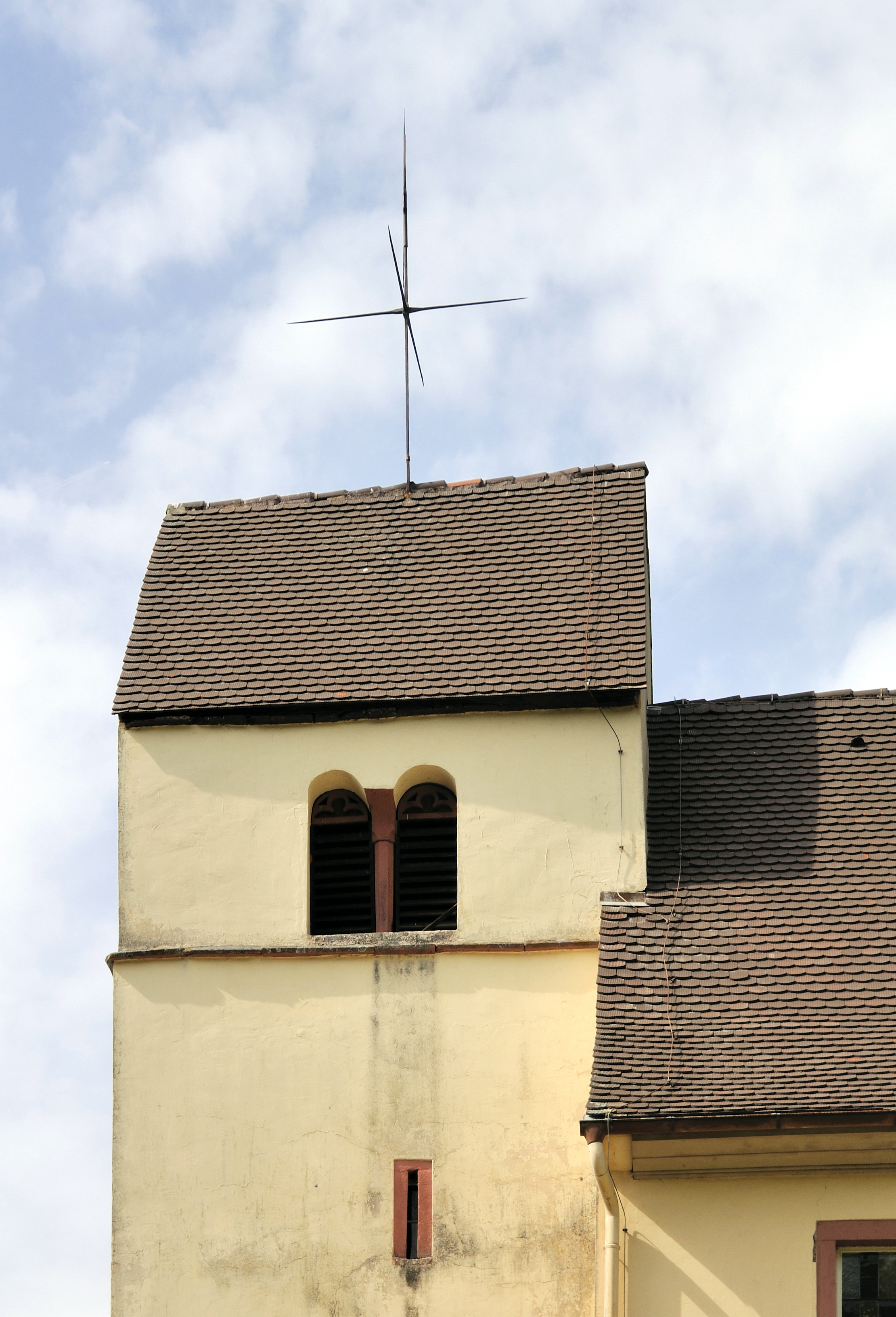
Glockenturm

- Das dreistimmige Glockengeläut aus Bronze im gedrungenen, kaum über das Kirchendach hinausragenden Turm der Evangelischen Kirche in Kaltenbach wurde 1950 von Benjamin Grüninger gegossen. Die Schlagtöne sind cis″ (große Glocke), e″ (mittlere) und fis″ (kleine Glocke).

- Die Orgel von 1839 kaufte man von der abgebrochenen Kirche in Auggen. Vor dem Ersten Weltkrieg ersetzte man Werk, Manual und Traktur durch einen Zukauf des Orgelbauers Franz Anton Kiene aus Waldkirch. In das denkmalgeschützte Gehäuse baute Peter Vier im Jahr 1964 ein abermals neues Werk unter Verwendung der bisherigen Windladen und einiger Register. Das Instrument mit mechanischer Traktur hat zehn Register auf einem Manual und Pedal.[6]